# 99式弾薬給弾車

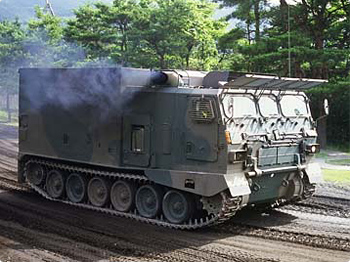
99式弾薬給弾車

99式弾薬給弾車（きゅうきゅうしきだんやくきゅうだんしゃ）は、陸上自衛隊で使用されている弾薬給弾車である。通称「ASV」。製作は日立製作所。

## 概要
99式自走155mmりゅう弾砲専用の給弾車輌として開発され、1999年（平成11年）に制式採用された。装軌車両であり、固有の自衛兵装は有していない。73式けん引車の派生型であり、コンポーネントには共通部分がある。
99式自走155mmりゅう弾砲用の弾薬および装薬を積載しており、積載弾数は90発。99式自走155mmりゅう弾砲の後方に配置し、ベルトコンベアを使用する事によって自動的に弾薬を補給できる。
計画段階では99式自走155mmりゅう弾砲1両につき本車両も1両のセットで運用される予定であったが、財政的事情により多数の調達ができないため、1対1のセット運用ではなく、部隊単位での運用になっている。
2004年（平成16年）度における年間調達数は1両で、価格は約4億円である。
| 予算計上年度         | 調達数 |
| -------------------- | ------ |
| 平成12年度（2000年） | 2両    |
| 平成13年度（2001年） | 1両    |
| 平成14年度（2002年） | 1両    |
| 平成15年度（2003年） | 1両    |
| 平成16年度（2004年） | 1両    |
| 平成17年度（2005年） | 1両    |
| 平成18年度（2006年） | 1両    |
| 平成19年度（2007年） | 1両    |
| 平成20年度（2008年） | 1両    |
| 平成21年度（2009年） | 4両    |
| 平成22年度（2010年） | 2両    |
| 平成23年度（2011年） | 1両    |
| 平成31年度（2019年） | 1両    |

## 配備部隊・機関
陸上自衛隊富士学校
- 富士教導団
  - 特科教導隊 - 第3射撃中隊

陸上自衛隊武器学校
北部方面隊
- 第2師団
  - 第2特科連隊
- 第5旅団
  - 第5特科隊
- 第7師団
  - 第7特科連隊
- 第11旅団
  - 第11特科隊

## 諸元・性能
- 乗員：2名
- 全長：約6.7m
- 全幅：約3.2m
- 全高：約3.1m
- 全備重量：約33t[1]
- 最高速度：約47km/h[1]
- 機関：V型水冷2サイクルディーゼル 411kW[1]